# Cantonul Lusignan
Cantonul Lusignan este un canton din arondismentul Poitiers, departamentul Vienne, regiunea Poitou-Charentes, Franța.

## Comune
| Comune            | Populație (1999) | Cod poștal | Cod INSEE |
| ----------------- | ---------------- | ---------- | --------- |
| Celle-l'Évescault | 1.284            | 86600      | 86045     |
| Cloué             | 445              | 86600      | 86080     |
| Coulombiers       | 1.091            | 86600      | 86083     |
| Curzay-sur-Vonne  | 458              | 86600      | 86091     |
| Jazeneuil         | 795              | 86600      | 86116     |
| Lusignan          | 2.637            | 86600      | 86139     |
| Rouillé           | 2.436            | 86480      | 86213     |
| Saint-Sauvant     | 1.318            | 86600      | 86244     |
| Sanxay            | 549              | 86600      | 86253     |